# Hypochlorite

Lewis-Struktur des Hypochlorit-Anions

Ein Hypochlorit ist ein Salz (zum Beispiel als Natriumhypochlorit) der Hypochlorigen Säure HClO (auch Unterchlorige Säure). Es enthält das Ion ClO−. Chlor liegt hierbei in der Oxidationsstufe +1 vor.
Die organischen Hypochlorite R–OCl sind sehr instabil.

## Gewinnung und Darstellung
Hypochlorit entsteht neben Chlorid bei der Einleitung von Chlor in wässrige Alkalihydroxidlösungen:
{\displaystyle \mathrm {Cl_{2}+2\ OH^{-}\longrightarrow Cl^{-}+ClO^{-}+H_{2}O} }

## Eigenschaften
Hypochlorite sind unbeständig. Beispiel: Durch alkalische Katalyse zerfällt Natriumhypochlorit zu Natriumchlorid und Singulett-Sauerstoff (rote Phosphoreszenz):
{\displaystyle \mathrm {2\ NaOCl\longrightarrow 2\ NaCl+O_{2}(^{1}\Delta _{g})\longrightarrow O_{2}(^{3}\Sigma _{g}^{-})+h\cdot \nu } }
In Lösung disproportioniert Hypochlorit nach und nach zu Chlorat und Chlorid:
{\displaystyle \mathrm {3\ ClO^{-}\longrightarrow ClO_{3}^{-}+2\ Cl^{-}} }

## Verwendung
Hypochlorite werden zum Bleichen und Desinfizieren verwendet, siehe auch Javelwasser („Eau de Javel“, eine wässrige Lösung von Kaliumhypochlorit) und „Eau de Labarraque“ (wässrige Lösung von Natriumhypochlorit). Hypochlorit-Lösungen werden auch zum Desodorieren von Abwässern chemischer Produktionsprozesse benutzt.
Weiterhin sind sie Bestandteil des „respiratory burst“ im Rahmen der zellulären Abwehr von Mikroorganismen.
Dort werden sie zum Beispiel von der neutrophilen Myeloperoxidase gebildet und ins Phagosom abgegeben.
Im Labor kann Hypochlorit dazu genutzt werden, durch die Haloform-Reaktion Chloroform herzustellen.

## Warnhinweis
Reinigungs- und Desinfektionsmittel, die Hypochlorite und Chloride enthalten, sollten niemals zusammen mit sauren Reinigern (z. B. Bioreiniger, die Essigsäure enthalten) eingesetzt werden, weil dann giftiges Chlorgas (Cl2) frei wird:
{\displaystyle \mathrm {2\ H_{3}O^{+}+\ OCl^{-}+\ Cl^{-}\longrightarrow 3\ H_{2}O\ +\ Cl_{2}} }